# Javelin (Flugabwehrrakete)
Die  Javelin  ist eine Flugabwehrrakete aus britischer Produktion. Das System ist von einer Person einsetzbar und dient zur Bekämpfung tieffliegender Ziele.
Die Javelin wird von der Schulter aus oder einem speziellen Startgerät namens Javelin LML – Lightweight Multiple Launcher (Leichtes Javelin-Mehrfachstartgerät) abgefeuert. Das LML umfasst drei Raketen und kann auf ein Fahrzeug montiert werden.
Die Javelin wurde als Ersatz für die Blowpipe entwickelt, die sich im Falklandkrieg und beim Einsatz durch die Mudschaheddin im sowjetisch-afghanischen Krieg als äußerst ineffizient erwiesen hatte.
Die Javelin ist zwar der Blowpipe in ihrem äußeren Erscheinungsbild ähnlich, aber etwas kompakter gebaut sowie mit einem fortschrittlicheren Suchkopf und einem verbesserten Gefechtskopf ausgerüstet. Um Ziele erkennen zu können, ist der Schütze mit einem optischen Zielgerät mit sechsfacher Vergrößerung und einer Tele-Videokamera ausgestattet. Nach dem Abfeuern der Rakete behält der Schütze das anvisierte Ziel weiterhin im Fadenkreuz, und die Steuereinheit lenkt die Rakete zum aktuell anvisierten Punkt. Obwohl Rauch, Nebel oder Wolken den Einsatz der Javelin wesentlich erschweren, wird behauptet, dass es – wohl wegen der manuellen Steuerung der Rakete – nahezu unmöglich sei, sie mit Flares vom Ziel abzulenken.
Das Nachfolgemodell der Javelin ist die Starstreak. 1993 wurde die Javelin in Großbritannien durch dieses System ersetzt.
Die kanadischen Streitkräfte haben die Rakete durch die Starburst ersetzt.

## Verbreitung
- Botswana – 25[1]
- Kanada – 1100[1]
- Malaysia – 60[1]
- Oman – 280[1]
- Peru – 220[1]
- Südkorea – 500[1]
- Vereinigtes Königreich – unbekannte Anzahl